# Vitigudino
Vitigudino ist eine westspanische Gemeinde (municipio) in der Provinz Salamanca in der Autonomen Gemeinschaft Kastilien-León. 2024 hatte die Gemeinde 2.361 Einwohner. Zur Gemeinde gehört neben dem Hauptort Vitigudino die kleine Ortschaft Majuges.

## Lage
Vitigudino liegt etwa 85 Kilometer westlich von Salamanca in einer Höhe von ca. 770 m. Das Klima ist mäßig. Es fällt Regen in einer mittleren Menge (ca. 600 mm/Jahr).

## Bevölkerungsentwicklung
| Jahr      | 1900 | 1950 | 1960 | 1970 | 1981 | 1991 | 2001 | 2011 | 2021 |
| Einwohner | 2424 | 2772 | 2834 | 2853 | 2707 | 3101 | 3106 | 2894 | 2410 |

## Sehenswürdigkeiten
- Kirche Nikolaus von Bari (Iglesia de San Nicolás de Bari) in Vitigudino
- Kirche Mariä Schnee (Iglesia de Nuestra Señora de las Nieves) in Majuges

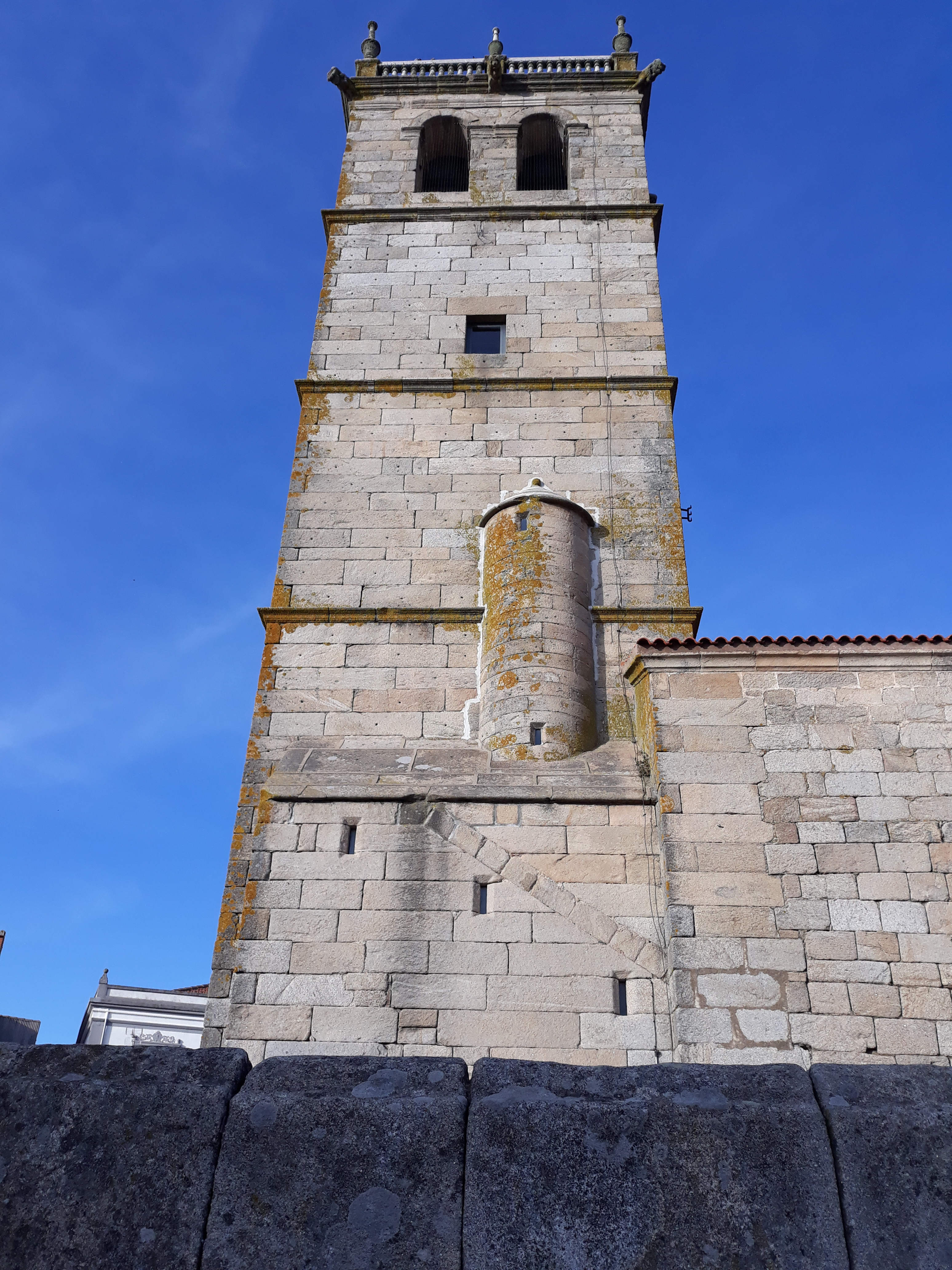
Nikolauskirche
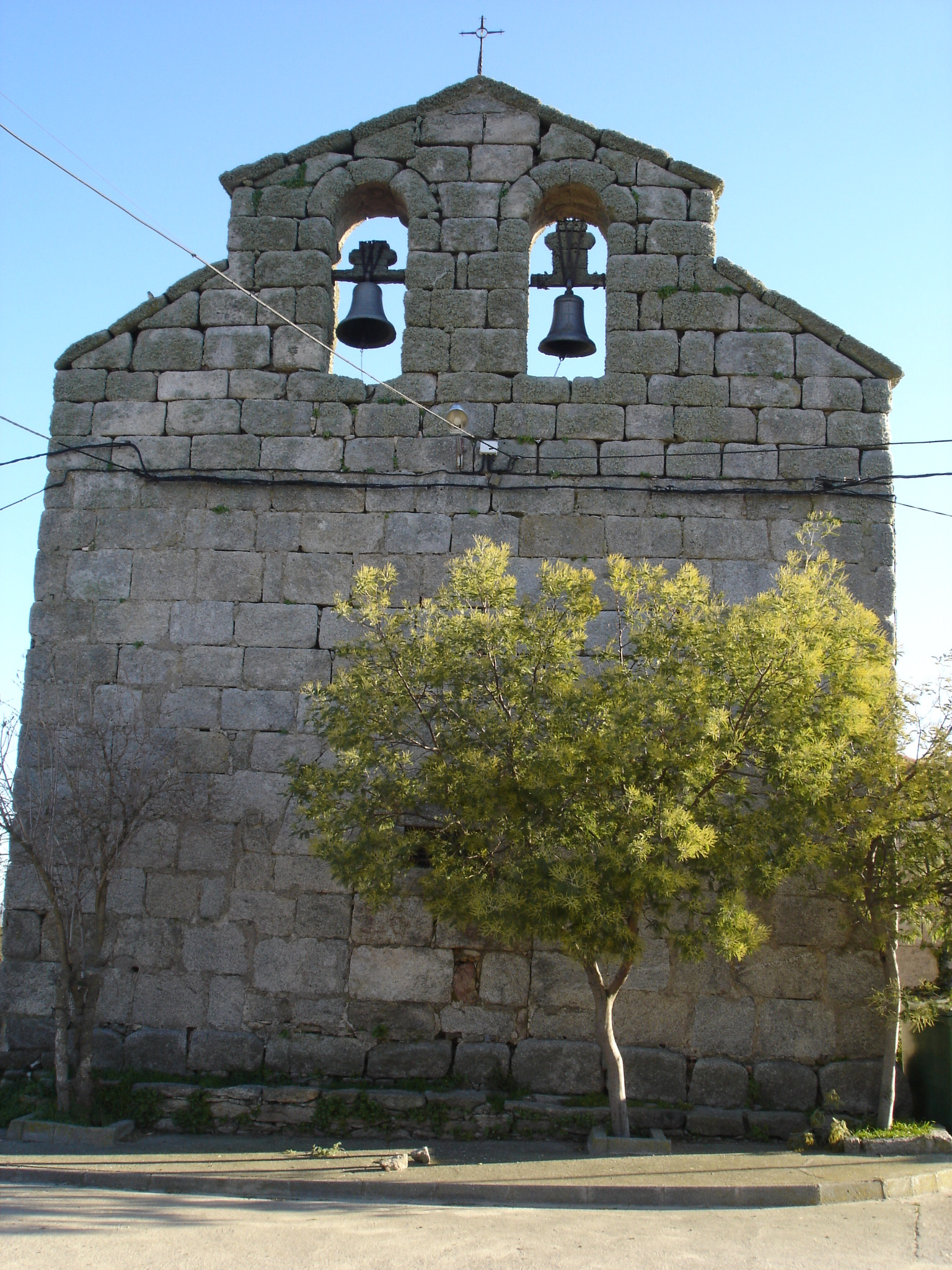
Kirche Mariä Schnee

## Persönlichkeiten
- Francisco Ramos del Manzano (1604–1683), Jurist und Staatsmann
- Santiago Martín Sánchez (genannt El Viti, * 1938), Stiermatador, später Viehzüchter